# Pategrás
Pategrás es un queso semiduro de origen argentino elaborado con leche de vaca pasteurizada. 
La variedad llamada «pategrás sandwich», también conocida como «queso barra», tiene una textura más elástica y no posee ojos, con la intención de cortarse en finas láminas. Además, tiene un sabor y aroma menos intenso que el queso pategrás tradicional.
El pategrás es el queso semiduro más popular producido en Argentina.

## Características
El pategrás es un queso semiduro de color blanco-amarillento y uniforme, que tiene una textura firme y compacta con consistencia elástica. A veces presenta ojos pequeños (1 a 5 mm) y medianos (5 a 10 mm), esparcidos uniformemente en la masa del queso, o bien no tener ninguno. La corteza es lisa y cerrada, generalmente cubierta con una capa de parafina natural o coloreada con una emulsión plástica roja o amarilla. El pategrás tiene un característico sabor dulce y un aroma limpio y bien desarrollado.
La variedad llamada «pategrás sandwich» o «queso barra» es comercializada en envases plásticos termocontraíbles y tiene una textura más elástica que el queso pategrás tradicional, con el objetivo de ser cortado en finas láminas y tener una vida útil prolongada. Además, no tiene ojos y posee un sabor y aroma menos intenso que el original.

## Elaboración
El pategrás es producido principalmente en la región pampeana, en las provincias de Buenos Aires, Santa Fe, Córdoba, La Pampa y San Luis.
El queso pategrás requiere de una maduración entre 4 y 6 meses.